# Little Oakley (Northamptonshire)
Little Oakley – wieś w Anglii, w hrabstwie Northamptonshire, w dystrykcie (unitary authority) North Northamptonshire. Leży 29 km na północny wschód od miasta Northampton i 113 km na północ od Londynu.